# Рошешуар, Луи Виктор Леон де
Граф Людовик-Виктор-Леон де Рошешуар (фр. Louis-Victor-Léon de Rochechouart; русское имя Леонтий Петрович Рошешуар, 1788—1858) — французский эмигрант на русской службе, военный губернатор Парижа.

## Биография
Родился в Париже 14 сентября 1788 года, сын полковника королевской французской армии. Мать Рошешуара была из приближённых королевы Марии-Антуанетты и в 1795 году находилась среди организаторов роялистского заговора. После неудачной попытки освобождения королевы семья Рошешуаров была подвергнута репрессиям и бежала в Швейцарию. Затем они жили в Бельгии и Голландии.
В 1800 году, будучи ещё одиннадцатилетним, де Рошешуар уехал в Португалию и был принят под покровительство своего дяди герцога де Мортемара, который командовал отрядом французских эмигрантов-роялистов в Португальской армии. Де Рошешуар был зачислен в один из эмигрантских полков и принял участие в войне против франко-испанской армии.
После того, как эмигранты сложили оружие, Рошешуар в 1802 году вернулся в Париж. В 1804 году он уехал в Россию, где находились его мать и брат. В России Рошешуар поступил на службу, состоял при своём дяде герцоге де Ришельё, который был губернатором Одессы и усыновил Рошешуара. С 1805 года Рошешуар состоял в Кавказских войсках и неоднократно был в походах против горцев в Черкессии и Чечне.
Во время русско-турецкой войны 1806—1812 годов Рошешуар находился в Молдавской армии и неоднократно принимал участие в делах с турками. 8 мая 1810 года он был награждён золотой шпагой с надписью «За храбрость», 8 февраля 1811 года зачислен в лейб-гвардии Егерский полк и 20 мая 1811 года за боевые отличия назначен флигель-адъютантом. Весной 1812 года Рошешуар сопровождал шведского дипломата Гюммеля в Константинополь, где участвовал в переговорах с турецким правительством.
При вторжении Наполеона в Россию Рошешуар был переведён в действующую против французов армию, состоял в корпусе генерала Тормасова. Он участвовал в освобождении Минска и последующем сражении на Березине. За отличие был произведён в подполковники и зачислен в свиту его величества по квартирмейстерской части (будущий Генеральный штаб).
В 1813 году Рошешуар совершил поход в Польшу и Германию. 1 апреля 1813 года он был награждён орденом св. Георгия 4-й степени (№ 2568 по кавалерскому списку Григоровича — Степанова)
За отличие в сражении с французами при Ченстохове.
Далее он участвовал в сражениях при Люцене, Дрездене и Кульме. В сентябре Рошешуар был командирован с дипломатической миссией к шведской армии и по поручению императора Александра I вручил маршалу Бернадотту знаки ордена св. Георгия 1-й степени. По возвращении находился в Битве народов при Лейпциге. В начале 1814 года он с русской армией пересёк Рейн и оказался во Франции, которой не видел около десяти лет. Здесь он, формально оставаясь на русской службе, перешёл к Бурбонам и участвовал в создании верных королю военных отрядов. В кампании 1814 года он участвовал в сражениях при Бриенне, Арси-сюр-Об, Фершампенуазе и в завершившем войну Шестой коалиции штурме Парижа.
После взятия Парижа и утверждения Бурбонов Рошешуар 18 мая оставил русскую службу (причём при отставке получил чин генерал-майора), был назначен мэром Парижа и произведён в бригадные генералы. Во время Ста дней он находился при Людовике XVIII и сопровождал его в Гент. При второй реставрации Рошешуар был назначен начальником штаба военного министра.
16 октября 1815 года Рошешуар был назначен военным губернатором Парижа, а с 1821 года был королевским камергером и командором ордена Почётного легиона. Затем он некоторое время был в отставке, в 1830 году ненадолго вернулся на службу и принимал участие в Алжирской экспедиции. В 1855 году Рошешуар был назначен мэром Жюмильяка и скончался в 1858 году.

## Память
После себя Рошешуар оставил мемуары «Воспоминания о революции и империи», опубликованные в 1889 году в Париже (перевод на русский язык: «Мемуары графа де Рошешуара, адъютанта императора Александра I. (Революция, Реставрация, Империя)». М., 1914; 2-е изд. (фрагменты): в сборнике «Кавказская война: истоки и начало. 1770—1820 годы. Воспоминания участников Кавказской войны XIX века». СПб., 2002), а также генеалогическое исследование «История дома Рошешуар» (Париж, 1858).